# Рукун-ад-Дин Барбак-шах
Рукун-ад-Дин Барбак-шах (бенг. রুকনউদ্দিন বারবাক শাহ; ? — 1474) — султан Бенгалии из династии Ильяс-шахов (1459—1474). Сын и преемник бенгальского султана Насир-ад-Дина Махмуд-шаха. Барбак-шах был назначен губернатором области Сатгаон во время правления его отца. Он взошел на престол в 1459 году после смерти Махмуд-шаха.

## Конфликт с Калингой
Согласно Ризалат-ус-Шухаде, во время правления Барбак-шаха, царь Гаджапати Калинги (современная Орисса) вторгся в Южную Бенгалию и захватил крепость Мандаран. Барбак-шах отправил своего военачальника, Шаха Исмаила Гази, против противника. Исмаил Гази нанес поражение армии Калинги и отбил крепость Мандаран.

## Вторжение правителя Камарупы
Камешвар, правитель Камарупы (современный Ассам), вторгся в Северную Бенгалию, и снова Шах Исмаил Гази был отправлен против Камарупы. На поле битвы при Сантоше армия Барбак-шаха была уничтожена. Но Исмаил Гази завоевал сердце Камешвара своими добродетелями. Правитель Камарупы принял ислам и признал верховную власть бенгальского султана Барбак-шаха. Но слава Исмаила Гази длилась недолго. Вскоре разнесся слух, что он пытается создать себе независимое королевство в Камарупе и сговаривается с Камешваром. Исмаил Гази был убит, а его голова и тело были похоронены в двух разных местах.

## Завоевание Митхилы
Барбак-Шах вторгся в Митхилу (современный Джанакпур) и завоевал этот регион. Он назначил Кедара Рая губернатором этого региона.

## Правление
После экспедиции в Камарупу власть Рукун-ад-Дина Барбак-шаха распространилась до реки Каратоя на северо-востоке. В 1468 году он также напал на крепость Хаджигандж и окрестности города Тирхут. Это приобретение помогло ему расширить свой султанат до реки Буриганга на севере. Согласно надписи Хатхола, Силхет продолжал находиться под юрисдикцией Барбак-Шаха. Опять же, согласно надписи в Мирзаганже, район Бакерганж был также включен в его султанат. Он также восстановил свою власть в Читтагонге.

## Покровитель ученых
Барбак-шах был покровителем как мусульманских, так и индуистских ученых. В свое время Джайнуддин написал свой Расул Виджая, а Ибрагим Кавам Фаруки составил персидский словарь Фарханг-и-Ибрагим (известный как Шарафнамах). Раймукута Брихаспати Мишра, Маладхар Басу, Криттивас и Куладхар были самыми известными индусскими учеными того времени.
Рукун-ад-Дин Барбак-шах скончался в 1474 году, правя Бенгалией в течение 15 лет. Ему наследовал его сын Шамс-ад-Дин Юсуф-шах (1474—1481).